# Талое (Ирбейский район)
Талое — село в Ирбейском районе Красноярского края. Административный центр Тальского сельсовета.

## География
Село находится в юго-восточной части края, в лесостепной зоне, на берегах реки Талой, при автодороге 04Н-416, на расстоянии приблизительно 27 километров (по прямой) к юго-востоку от Ирбейского, административного центра района. Абсолютная высота — 335 метров над уровнем моря.
Климат
Климат характеризуется как резко континентальный, с продолжительной морозной зимой и коротким тёплым летом. Средняя температура воздуха самого тёплого месяца (июля) составляет 18,3 °C (абсолютный максимум — 38 °C); самого холодного (января) — −21,1 °C (абсолютный минимум — −60 °C). Продолжительность безморозного периода составляет в среднем 90 дней. Среднегодовое количество атмосферных осадков составляет 484 мм, из которых 367 мм выпадает в период с апреля по октябрь. Снежный покров держится в течение 170 дней.

## История
Основано в 1883 году. По данным 1926 года в селе Тальском имелось 115 хозяйств и проживало 594 человека (277 мужчин и 317 женщин). В национальном составе населения того периода преобладали русские. В административном отношении являлось центром Тальского сельсовета Ирбейского района Канского округа Сибирского края.

## Население
| 2010 |
| ---- |
| 546  |

Половой состав
По данным Всероссийской переписи населения 2010 года в гендерной структуре населения мужчины составляли 48 %, женщины — соответственно 52 %.
Национальный состав
Согласно результатам переписи 2002 года, в национальной структуре населения русские составляли 97 % из 618 чел.